# HD 207832
HD 207832 – gwiazda typu widmowego G położona w gwiazdozbiorze Ryby Południowej, odległa o ponad 180 lat świetlnych od Ziemi. Podobnie jak Słońce należy do ciągu głównego, jednak jest od niego nieznacznie mniejsza i mniej masywna.
W 2012 roku potwierdzono istnienie dwóch planet pozasłonecznych obiegających tę gwiazdę. Obie planety to gazowe obiekty o masach mniejszych od masy Jowisza. Obiekty te odkryto dzięki badaniom prędkości radialnych gwiazdy macierzystej tego układu. Obecnie przyjęte teorie jednoznacznie sugerują, że planety tego typu nie mogły powstać tak blisko środka układu (tj. odpowiednio 0,57 i 2,11 jednostki astronomicznej). Prawdopodobnie przeszły przez powolny proces migracji z zewnętrznych obszarów systemu HD 207832.
Poniżej przedstawiono podstawowe dane dotyczące obu planet: